# Heinrich Jacob Schmidtborn
Heinrich Jacob Schmidtborn (* 1729; † 12. März 1784 in Saarbrücken) war ein deutscher Großkaufmann und Firmengründer.

## Leben
Heinrich Jacob Schmidtborn war der Sohn des Kaufmanns Georg Heinrich Schmidtborn (1701–1750) und dessen Ehefrau Maria Dorothea Karcher (1706–1776).
1752 heiratete er Dorothea Magdalena Korn (1732–1777), mit der er zwölf Kinder hatte, darunter Louis (1754–1804, Bürgermeister von Saarbrücken) und Henriette Dorothea, die mit Johann Ludwig Wagner verheiratet war.
Nach seiner kaufmännischen Ausbildung im väterlichen Handelsbetrieb gründete er 1753 zusammen mit seinem Schwager Johann Caspar Korn die Handelsgesellschaft Schmidtborn & Korn, die 1754 die Erlaubnis des Fürsten Wilhelm Heinrich zum Groß- und Kleinhandel mit den verschiedensten Waren aus England erhielt.
Sie unterhielten das erste Warenlager in Saarbrücken.
1756 pachtete das Unternehmen das Salzmonopol des Fürsten und bekam 1757 das Zugeständnis der Zollfreiheit für die Einfuhr der Waren.
1760 gehörte Schmidtborn zu den Mitbegründern der bedeutenden Saarbrücker Krahnengesellschaft, die auf Initiative des Landesherrn Wilhelm Heinrich ins Leben gerufen wurde.
1761 stiftete Schmidtborn eine silberne Abendmahlskanne für die Ludwigskirche.
In den Jahren von 1763 bis 1769 war er mehrfach Kreditgeber des Landesherrn Wilhelm Heinrich.
Am 6. August 1764 pachtete er den Aschbacher Hof und errichtete im Jahr darauf aus der ehemaligen Kirche ein Gutsgebäude.

## Sonstiges
Am 16. Juli 1777 schied seine Ehefrau durch Freitod aus dem Leben und ertrank in der Saar. 1804 kam der Sohn Johann Ludwig auf dieselbe Weise und am selben Ort ums Leben.